# Ла Салуте ди Ливенца (Венеција)
Ла Салуте ди Ливенца (итал. La Salute di Livenza) је насеље у Италији у округу Венеција, региону Венето.
Према процени из 2011. у насељу је живело 2663 становника. Насеље се налази на надморској висини од 1 м.